# Tominotus signoreti
Tominotus signoreti är en insektsart som först beskrevs av Étienne Mulsant och Claudius Rey 1866.  Tominotus signoreti ingår i släktet Tominotus och familjen taggbeningar. Inga underarter finns listade i Catalogue of Life.